# Kırımlı
Kırımlı (pol. Krymianin) – turecki film fabularny z 2014 roku w reżyserii Buraka Arliela, na motywach powieści Cengiza Dagici.

## Opis fabuły
Film przedstawia losy Tatarów mieszkających na Krymie w okresie rządów sowieckich i w czasie II wojny światowej. Bohatera filmu Sadıka Turana poznajemy w latach 20., kiedy w sowieckiej szkole jest zmuszany do nauki cyrylicy. W czasie II wojny światowej Sadık zostaje wcielony do Armii Czerwonej i wzięty do niewoli przez Niemców. W niewoli podejmuje z nimi współpracę licząc na to, że z ich pomocą uda się wyzwolić Krym. Kiedy poznaje Polkę Marię Kosecki, zmienia swoje poglądy i zaczyna walczyć przeciwko Niemcom. Schwytany, wraz z grupą Tatarów trafia do obozu pracy, w którym komendantem jest niemiecki oficer Bauer. Sadıkowi udaje się uciec z obozu i wraz z Marią trafia do Polski, gdzie przyłącza się do jednego z oddziałów partyzanckich.

## Obsada
- Murat Yıldırım jako Sadık Turan
- Selma Ergeç jako Maria Kosecki
- Ali Barkın jako Halil
- Baki Davrak jako bauer
- Bülent Alkış jako Mustafa
- Joshy Peters jako Schultz
- Suavi Eren jako oficer Gestapo
- Gülçin Santırcıoğlu jako Anette
- Burç Kümbetlioğlu jako Kılıçbay
- Sertaç Ekici jako jeniec wojenny
- Emre Şen
- Servet Bulut Bostan